# Lutvina kahva
Lutvina kahva, naziv je kavane u Travniku. 

## Povijest
Na samom ulazu u Travnik s istočne strane iz pravca Sarajeva ili Zenice, na samom početku ili kraju travničke čaršije nekada je pokraj hladnog i bučnog potoka Šumeće, bila skromna drvena kućica u kojoj je, kako piše na početku Travničke hronike, bila Lutvina kahva.
Mala kavana na tom mjestu, s druge strane puta koji je prema Sarajevu gradio strogi Omer-paša Latas, imala je 18. lipnja 1887. godine jednog neobičnog, ali vrlo važnog gosta. Naime, na svom putu po Bosni gdje je vršio inspekciju konjičkih jedinica, u ovoj kavani kraće vrijeme zadržao se austrijski nadvojvoda i austrougarski prijestolonasljednik Rudolf, jedinac cara i kralja Franjo Josipa I. i Elizabete Bavarske. U povijesti je zabilježeno da je mali princ zbog svojih naprednih shvatanja često dolazio u sukob s ocem, koji ga je navodno poslao na ovaj službeni put kako bi ga bar na kratko razdvojio od 18-godišnje ljubavnice, glumice Marije Večera, koju je upoznao na konjskim trkama u Prateru i na predstavama u Burgteatru. Malo prije ove značajne posjete, kućica u kojoj je bila kavana bila je renovirana i obojena karakterističnim žutonarančastim vodoravnim prugama tzv. pseudomaurskom stilu, kao i sve važnije zgrade iz toga doba. Taj njezin izgled je sačuvan do danas.
Ugledni gost je prigodom zadržavanja popio kavu i poklonio dukat vlasniku koji je godinama kasnije čuvao u posebnoj vitrini na zidu, džezvu i fildžan iz kojeg je princ popio kavu. Ova vitrina prelazila je iz ruke u ruku vlasnika kavane koja se poslije te posjete i službeno prozvali Rudolfovom kahvom. Izgubila se nekada pred Drugi svjetski rat.
Za razliku od nekih drugih kavanskih tradicija diljem svijeta, u Lutvinoj kahvi, kupac će uz bosansku kavu, koja će biti servirana u izvornom bosanskom escajgu za kavu, dobiti obaveznu čašu hladne vode iz slavine, rahat-lokum, šećer-kocku, paklo žigica i jednu cigaretu. To čini ovaj objekt posebnim u svijetu. Ono po čemu je postala poznata jeste, što u Lutvinoj kahvi počinje i završava radnja Andrićeve Travničke hronike. 
Upravo na tom mjestu 1807. godine počinje i sedam godina kasnije završava radnja ovog Andrićeva romana, jer su se po njemu, na tom mjestu, na jednoj sofi, skupljali travnički begovi, sjedili, razgovarali i zamišljeni pratili igru sunca i oblaka, očekujući ili ispraćajući Napoleonove konzule.

## Vanjske poveznice
- Lutvina kahva